# Собор Рождества Пресвятой Богородицы (Бобренев монастырь)
Собор Рождества Пресвятой Богородицы — храм Русской православной церкви в селе Старое Бобренево Московской области. Находится на территории Бобренева монастыря.

## История
Архидиакон Павел Алеппский в дневнике за 1654 год упоминает монастырский собор с верхним престолом в честь Рождества Пресвятой Богородицы и нижним — во имя Алексия, человека Божия, а также трапезную церковь в честь Входа Господня в Иерусалим. Новое двухэтажное здание собора сооружалось в 1757—1790 годах на месте каменного храма конца XIV века: одноглавая бесстолпная постройка типа восьмерик на четверике с трапезной и восьмигранной шатровой колокольней.
В 1822 году был возобновлен иконостас собора. В 1830 году он был значительно реконструирован: свод между ярусами главного помещения разобрали, и он стал летним, одноэтажным. Престол Рождества Богородицы перенесли вниз, а престол Алексия человека Божия упразднили. Для зимнего богослужения приспособили трапезную. Холодный четверик закрывался на зиму, а в трапезе служили в двух приделах: справа — в честь Казанской, а слева — во имя Феодоровской иконы Божией Матери. Позже Казанский и Феодоровский приделы в трапезной были переосвящены во имя Тихона Задонского и Всех Святых.
Во время Октябрьской революции монастырская обитель была разграблена, в начале 1920-х годов монастырь закрыли. В 1930 году Бобренев монастырь был передан совхозу «Сергиевский», а в Рождество-Богородицком соборе и Феодоровской церкви разместились склады минеральных удобрений и гаражи. К 1987 году монастырские постройки находились в аварийном состоянии, частично сохранились крепостные стены, Рождественский собор, колокольня и два братских корпуса. Только после распада СССР, в 1990 году, под руководством архитектора-реставратора С. П. Орловского началась реставрация храма, который в настоящее время имеет один придел — Казанской иконы Божией Матери.
22 сентября 2020 года, в день своего 85-летия, митрополит Ювеналий совершил великое освящение собора Рождества Пресвятой Богородицы Бобренева мужского монастыря города Коломны.